# パラナ電力

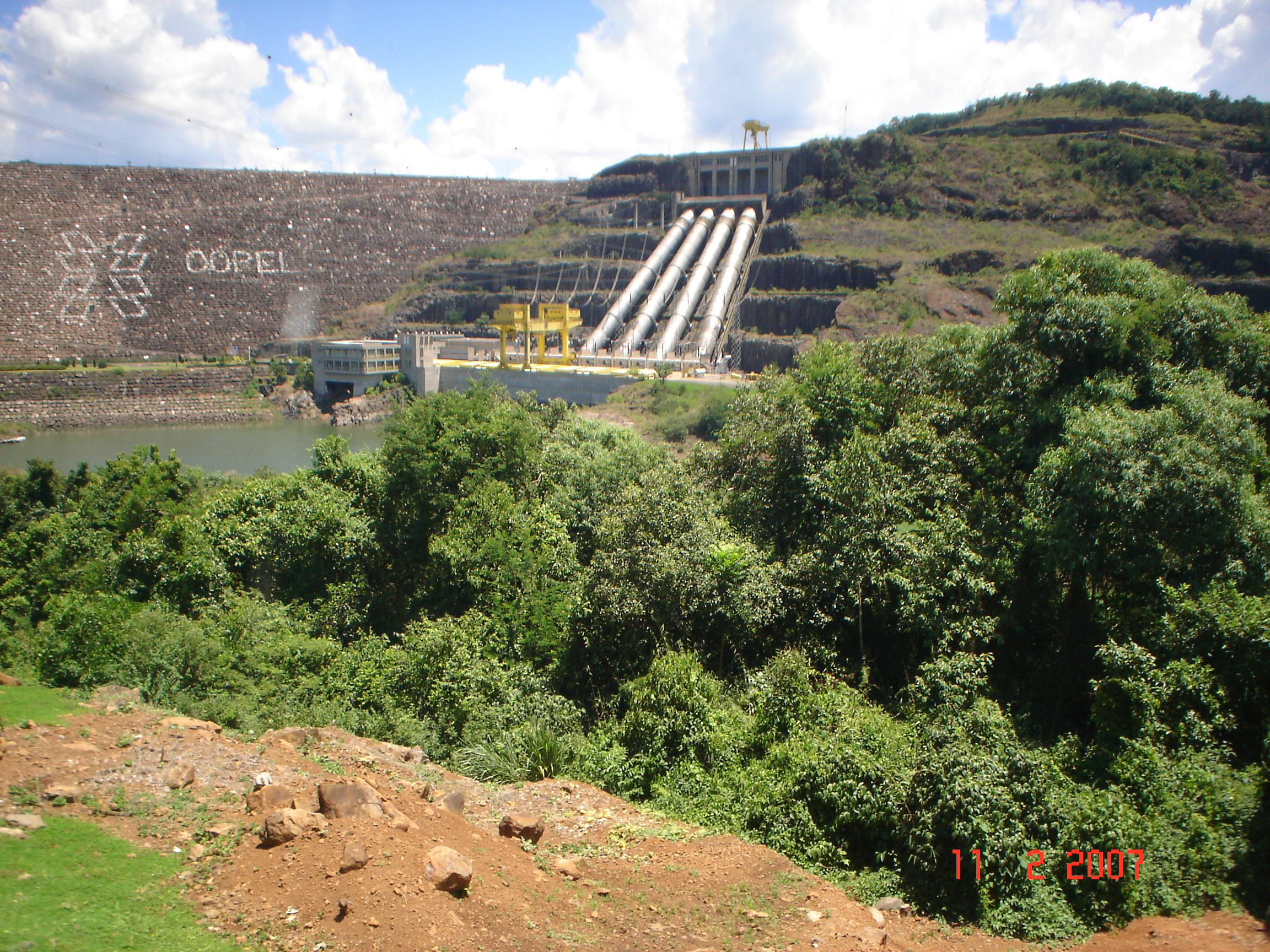
Copelが保有する水力発電所

パラナ電力（パラナでんりょく、Companhia Paranaense de Energia、略称:Copel）は、ブラジル・クリチバに本社を置く電力会社である。1954年10月26日に創設された。パラナ州州営の電力会社として発足したが、1994年に民営化され、サンパウロ証券取引所に上場した。また、ブラジルの電力会社では初めて、ニューヨーク証券取引所に上場した(上場年は1997年)。
2002年6月以降、Copelはスペイン・マドリード証券取引所にも上場している。
Copelの電力はパラナ州を中心に、1,000万人に供給されている。